# 史氏長吻鰩
史氏長吻鰩（學名：Dipturus springeri），為軟骨魚綱鰩目鰩科長吻鰩屬的一種，分布於東南大西洋和西印度洋，從納米比亞呂德里茨繞過好望角到莫三比克中部海域，深度88至740公尺，本魚其腹部均勻地佈滿小齒，吻部尖銳且非常細長，尾部粗壯，上下深灰色至黑色，腹側黏孔黑色，體長可達192公分，棲息在大陸棚及大陸坡上層海域，為底棲性魚類，肉食性，卵生，生活習性不明。